# خالد المولهي
خالد المولهي (13 فبراير 1981 تونس تونس - ) هو لاعب كرة قدم تونسي.

## وصلات خارجية
- خالد المولهي على موقع IMDb (الإنجليزية)

خالد المولهي على موقع الاتحاد الدولي (مؤرشف)  (الإنجليزية)
- خالد المولهي على موقع قاعدة بيانات كرة القدم.إي يو (الإنجليزية)
- خالد المولهي على موقع ناشيونال فوتبول تيمز (الإنجليزية)
- خالد المولهي على موقع عالم كرة القدم.نت (الإنجليزية)
- خالد المولهي على موقع أوليمبيديا (الإنجليزية)